# 中间圈

地球的结构。中间圈标示为Stiffer mantle。

中间圈是指地球结构中软流圈之下的地幔，直至外地核。其上界大约在660km处，地震波速度与密度突然增加。 在这一深度，尖晶橄榄石 (gamma-(Mg,Fe)2SiO4)分解成硅酸钙钛矿与铁方镁石。这一反应标志着上地幔与下地幔的分界。 
1940年，著名地质学家雷金纳德·奥德沃思·戴利首次提出地核以外的地球構造可分为三层：岩石圈、软流圈、中间圈。